# Rdestówka zaroślowa
Rdestówka zaroślowa, rdest zaroślowy, bilderdykia (Fallopia dumetorum (L.) Holub) – gatunek rośliny z rodziny rdestowatych. Występuje jako gatunek rodzimy w strefie umiarkowanej Eurazji na obszarze od Półwyspu Iberyjskiego i Wielkiej Brytanii po Półwysep Koreański i Sachalin. Jako gatunek introdukowany rośnie na Wyspach Japońskich oraz we wschodniej części Ameryki Północnej. W Polsce jest gatunkiem rozpowszechnionym z wyjątkiem obszarów górskich i północno-wschodniej części kraju, gdzie jest rzadka.

## Morfologia

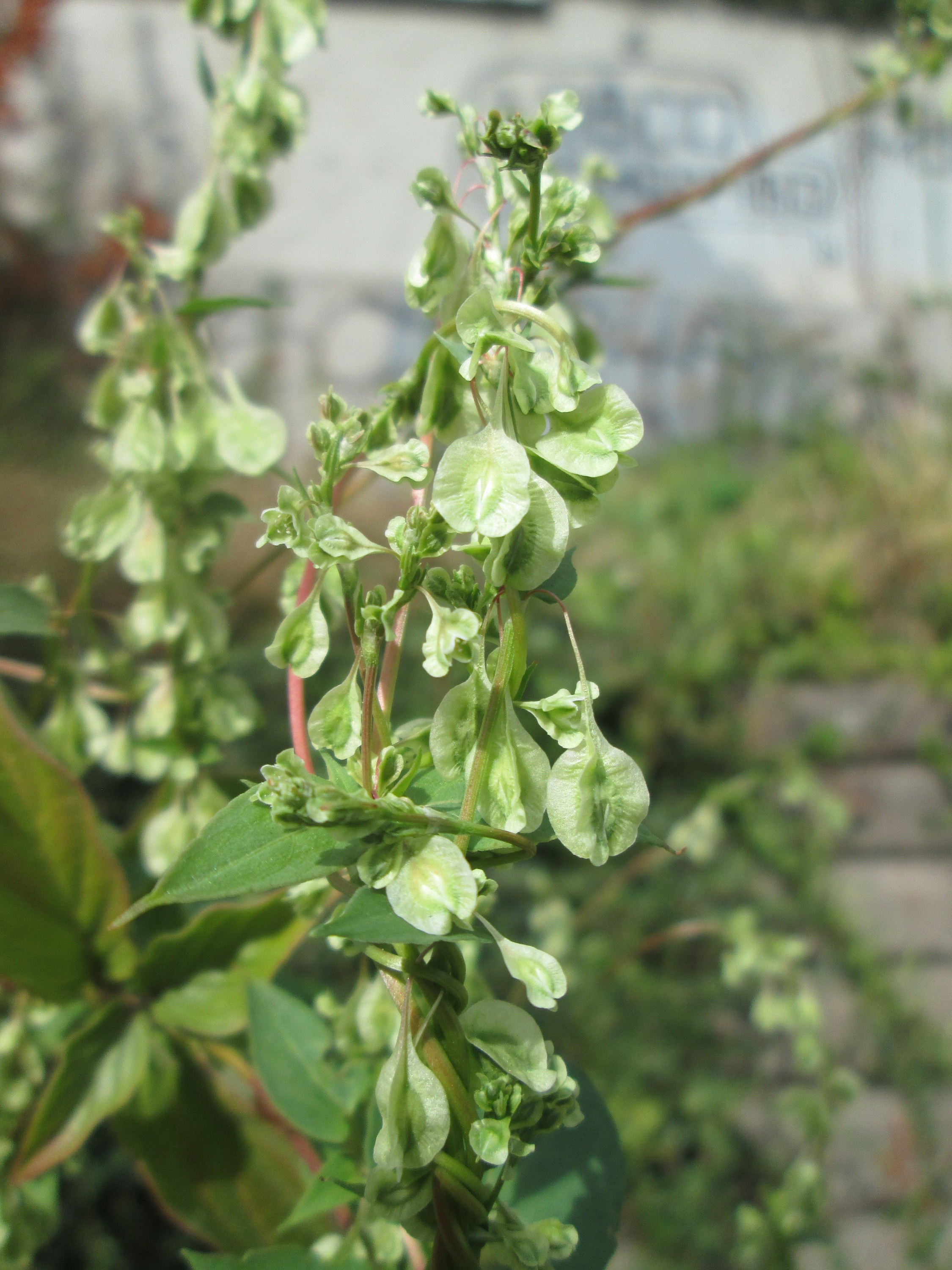
Szeroko oskrzydlony okwiat

ŁodygaWijąca się, naga, obła, długości od 0,5 do 2, czasem 3 metrów.
LiścieNiemal trójkątne, zaostrzone, ucięte w nasadzie, skrętoległe, ogonkowe, sercowate lub strzałkowate.
KwiatyZebrane w pozorne grona w pachwinach liści; okwiat barwy zielonobiałej, czasami nabiegły czerwono.
OwoceTrójgraniaste orzeszki o długości do 3 mm rozwijające się na szypułkach o długości 5–8 mm. Zewnętrzne działki okwiatu w czasie owocowania tworzą oskrzydlenie orzeszka o szerokości do 2 mm.
Gatunek podobnyRdestówka powojowata ma łodygę kanciastą, bruzdowaną i szorstką (zwykle też krótszą – do ok. 1 m długości), owoce ma większe (do 4–5 mm), matowe i nieoskrzydlone.

## Biologia i ekologia
Roślina jednoroczna. Kwitnie od lipca do września. Rośnie na glebach świeżych i wilgotnych, żyznych, o odczynie lekko kwaśnym do obojętnego. Spotykana w okrajkach zbiorowisk leśnych, w widnych miejscach w buczynach, grądach i łęgach, a także nad brzegami zbiorników wodnych i w zbiorowiskach antropogenicznych takich jak cmentarze, parki itp.

## Zmienność
W obrębie gatunku wyróżnia się dwie odmiany:
- Fallopia dumetorum var. dumetorum
- Fallopia dumetorum var. subalata Borodina – występująca w Sinciang[3]